# An-24 (航空機)
An-24/Ан-24
ウクライナ空軍のAn-24B
- 用途：旅客機、輸送機
- 設計者：アントノフ設計局
- 製造者：
- 初飛行：1959年10月29日[1]
- 生産数：1,388機（Y-7含む）[1]
- 生産開始：1959年
- 運用開始：1962年
- 運用状況：現役

An-24（アントノフ24；ロシア語: Ан-24アーン・ドヴァーッツァチ・チトィーリェ）は、ソ連（現ウクライナ）のアントノフ設計局（現ANTK アントーノウ）の製作した44-52座席のターボプロップ旅客機である。北大西洋条約機構（NATO）は、An-24に対し「コーク」（Coke）というNATOコードネームを割り当てた。

## 概要
An-24は、Il-14の後継機として1956年に開発が始められた。同時期にはオランダのフォッカー社の開発したターボプロップ双発旅客機F27 フレンドシップが初飛行しており、この旅客機の成功を受け、ソ連でも同一のコンセプトによって製作されたといわれる。初飛行は1959年となった。
ソ連国内で1,000機以上が運用され、中国でもコピー機Y-7が生産された。現在でも独立国家共同体諸国やアフリカ諸国などで民間機および軍用機として約300機が現役として就航中である。サハリン航空の所有するAn-24が2007年初頭まで日本にも飛来していた。

## オペレーター

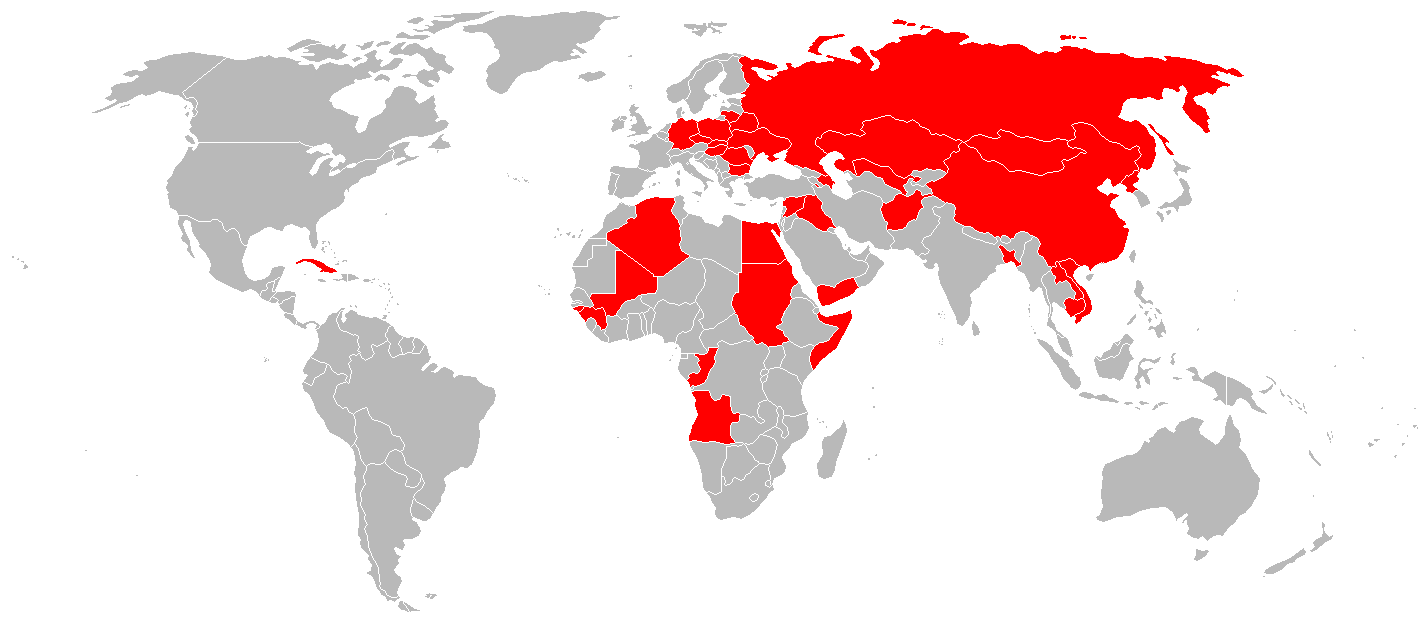
運用国の地図

### 旅客型運行会社
- サハリン航空
- ダリアビア航空
- ヤクーツク航空(R3)
- アンガラ航空[2]
- ウズベキスタン航空
- タジキスタン航空
- 高麗航空
- PMT航空
- アリアナ・アフガン航空
- クバーナ航空
- スターペルー航空
- エクアート・ギニアーナ
- MIAT モンゴル国営航空

### 軍用型運用国
- アフガニスタン

アフガニスタン国空軍 - 1975年から6機を運用。
- アルジェリア

アルジェリア空軍
- アンゴラ

アンゴラ人民防空軍
- アゼルバイジャン

アゼルバイジャン空軍
- バングラデシュ

バングラデシュ空軍
- ベラルーシ

ベラルーシ空軍および防空軍
- ブルガリア

ブルガリア空軍 - 退役済み。
- カンボジア

カンボジア軍
- 中国

中国人民解放軍空軍 - 中国生産分はY-7と呼称。
- コンゴ共和国

コンゴ空軍
- キューバ

キューバ空軍
- チェコ

チェコ空軍 - 2005年まで。
- 東ドイツ

東ドイツ空軍
- エジプト

エジプト空軍
- ジョージア

グルジア空軍
- ギニア

ギニア軍
- ギニアビサウ

ギニアビサウ軍
- ハンガリー

ハンガリー空軍
- イラン

イラン空軍
- イラク

イラク空軍
- カザフスタン

カザフスタン軍
- ラオス

ラオス軍
- リトアニア

リトアニア軍
- マリ

マリ軍
- モンゴル

モンゴル空軍
- 北朝鮮

朝鮮人民軍空軍
- ポーランド

ポーランド空軍
- ルーマニア

ルーマニア空軍
- ロシア

ロシア空軍
- スロバキア

スロバキア軍
- ソマリア

ソマリア軍
- スーダン

スーダン空軍
- シリア

シリア空軍
- ウクライナ

ウクライナ空軍
- ウズベキスタン

ウズベキスタン軍
- ベトナム

ベトナム人民空軍
- イエメン

イエメン軍

## 性能諸元（An-24V）

An-24の三面図

出典: Jane's All the World's Aircraft 1976–77
諸元
- 乗員: 3名
- 定員: 50名
- 全長: 23.53 m (77 ft 2 in)
- 全高:
- 翼幅: 29.20 m (95 ft 10 in)
- 翼面積: 74.98 m2 (807.1 sq ft)
- 空虚重量: 13,300 kg (29,300 lb)
- 最大離陸重量: 21,000 kg (46,000 lb)
- 動力: イーウチェンコ＝プロフレース AI-24A（英語版） ターボプロップエンジン、1,900 kW    × 2

性能
- 最大速度: 485 km/h (262 kn)（高度20,000ft時）
- 巡航速度: 450 km/h (240 kn)（高度20,000ft時）
- 航続距離: 500 km (270 nmi)  (最大ペイロード時)
- 実用上昇限度: 8,400 m (27,600 ft)